# ديريك سامرز
ديريك سامرز (بالإنجليزية: Derrick Summers)‏ هو لاعب كرة قدم أمريكية أمريكي، ولد في 19 يونيو 1988 في ساوثفيلد في الولايات المتحدة.